# Terres guanyades al mar

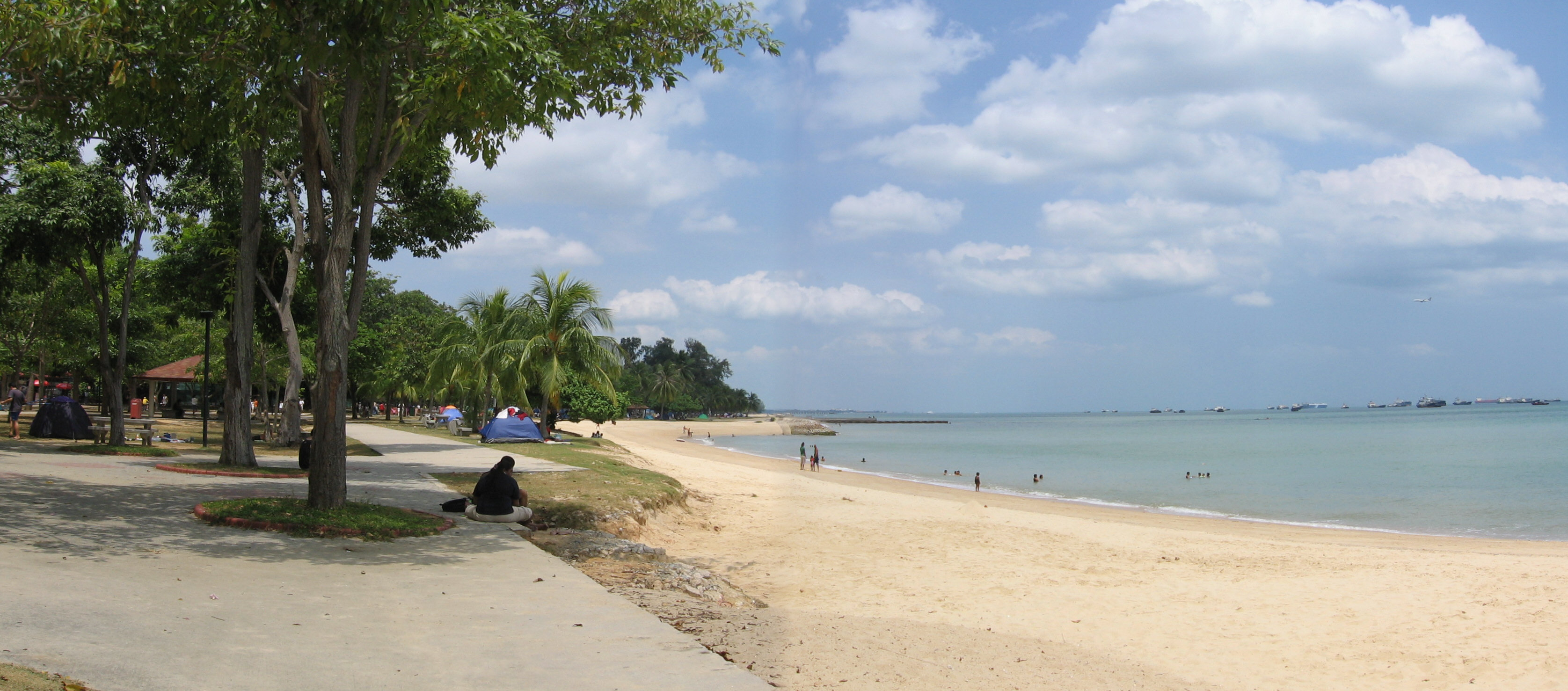
Tot l'East Coast Park (Parc de la Costa Est) a Singapur va ser construït amb terres guanyades al mar.

Les terres guanyades al mar, guany de terres, mar robat o recuperació de terres és el procés de col·locar terra o sorra on abans va haver-hi mar o aigua. Es tracta de dues pràctiques diferents: una d'elles implica l'obtenció de nous sòls a partir de les lleres dels rius o del mar, utilitzables fonamentalment en la creació de nous assentaments urbans, o en l'agricultura. L'altra pràctica es refereix a la restauració a un estat més natural dels sòls afectats anteriorment per alguna catàstrofe ecològica (com pot ser la contaminació, la desforestació o la salinització), que els havia fet inutilitzables.
En algunes jurisdiccions, incloses parts dels Estats Units, el terme "recuperació" pot referir-se a tornar les terres alterades a un estat millorat. A Alberta, Canadà, per exemple, el govern provincial defineix la recuperació com "El procés de reconversió de la terra alterada als seus usos anteriors o a altres usos productius". A Oceània, sovint es coneix com a rehabilitació de terres.

## Mètodes
La recuperació del sòl es pot aconseguir amb diversos mètodes diferents. El mètode més senzill consisteix a omplir l'àrea amb grans quantitats de roca pesada i/o ciment, a continuació, omplir-lo d’argila i sorra fins que s’assoleixi l’alçada desitjada. Es denomina el procés "infilling" i generalment s’anomena el material utilitzat per omplir l'espai "infill". Drenar les zones humides submergides s'utilitza sovint per recuperar terres per a ús agrari. La mescla profunda de ciment s'utilitza normalment en situacions en què el material es desplaça per qualsevol dragatge o el drenatge que pot estar contaminat i, per tant, cal contenir-lo. El dragatge de terres és també un altre mètode de recuperació de terres. És l'eliminació de sediments i deixalles del fons d’una massa d’aigua. S’utilitza habitualment per mantenir les masses de terra recuperades, ja que la sedimentació, un procés natural, omple els canals i els ports naturalment.

## Creació de noves terres

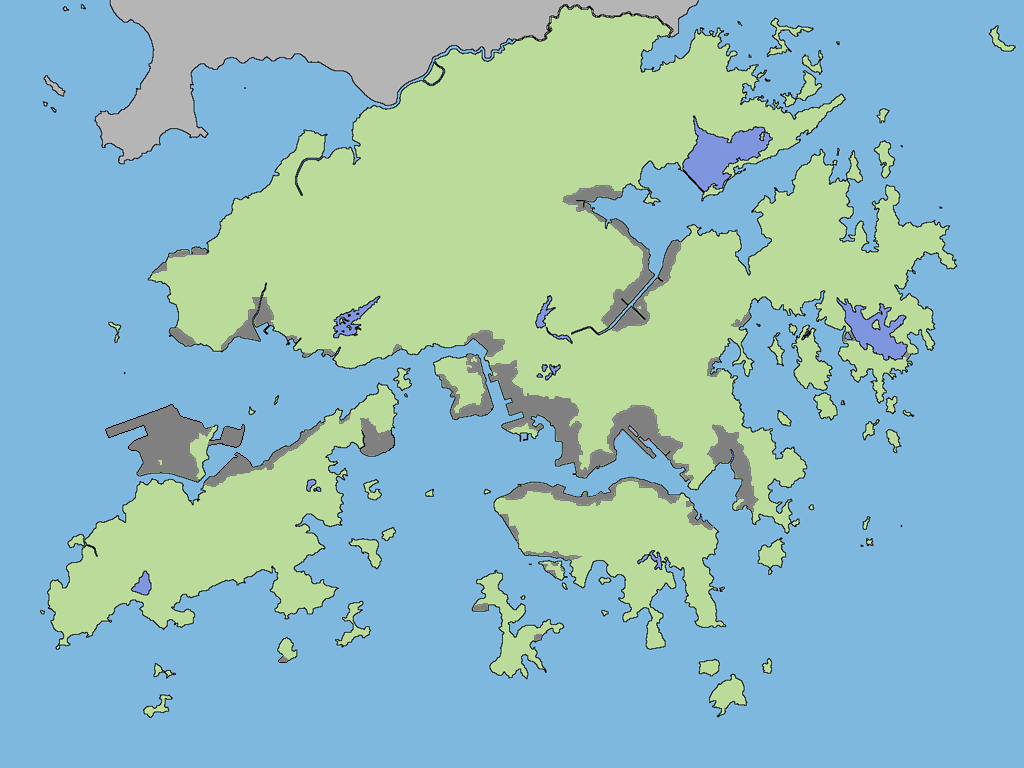
Mapa de Hong Kong que mostra en gris les terres guanyades al mar al llarg de la història.

La recuperació de terres pot ser la creació de noves terres on una vegada va haver-hi aigua. Entre els exemples notables s'inclouen l'oest de Nova Orleans; Washington, DC, construït en part sobre terres que alguna vegada van ser pantanoses; a la ciutat de Buenos Aires, des del segle xix, s'han recuperat gran quantitat de quilòmetres quadrats al Riu de la Plata i posteriorment poblats, donant lloc per exemple a barris com Núñez, Retiro o Puerto Madero, o destinats a la creació de parcs i zones verdes, com és el cas de la Reserva Ecològica de Buenos Aires; la Ciutat de Mèxic, que està situada en el lloc on antigament se situava el llac de Texcoco; Hèlsinki, ciutat la major part de la qual del centre està construïda sobre terra recuperada; part de Ciutat del Cap; la costa de Chicago; part de Boston, Massachusetts; Battery Park City, a Manhattan; el port de Zeebrugge, a Bèlgica; la zona residencial en el sud-oest de Brest, Belarús; els famosos pòlders dels Països Baixos, les illes de Toronto a Canadà i la ciutat de Guayaquil, on alguns carrers cèntrics en el passat van ser petits esterros, així com àmplies zones en el suburbi guayaquileny.
Mònaco i el territori britànic de Gibraltar han augmentat el seu territori a causa del guany de terres al mar. La ciutat de Rio de Janeiro, al Brasil, va ser construïda en gran part en terra recuperada o guanyada al mar, així com també gran part de l'anomenat "pla" de Valparaíso, a Xile.
A l'Orient Llunyà també són famosos pels seus esforços en la recuperació o guany de terres. Un dels primers i el més cèlebre projecte va ser el pla de recuperació de Praya, a Hong Kong, que va afegir entre 50 i 60 acres (240.000 m²) de terres en 1890, durant la seva segona fase de construcció. Va ser un dels projectes més ambiciosos realitzats durant el període colonial de la ciutat. A més de Hong Kong, també en el sud de la Xina han guanyat terrenys les ciutats de Shenzhen i Macau.
Al Japó, al voltant del 20% de les terres a l'Àrea de la Badia de Tòquio han estat guanyades al mar. També a l'Àsia s'ha treballat en la costa de Manila, la capital filipina; i a la ciutat-estat de Singapur, on la terra és escassa.

## Drenatge de pantans
Una altra pràctica és el drenatge de pantans o aiguamolls estacionalment submergits per convertir-los en terres agrícoles. Si bé això no crea noves terres exactament, permet l'ús comercial de les terres productives que d'una altra manera es limitaria a l'hàbitat de vida silvestre. També és un important el mètode de control de mosquits.

## Illes artificials
La creació d'una illa artificial és una empresa costosa i arriscada. Sovint aquesta tècnica s'empra en llocs que estan densament poblats i on la terra plana és escassa. L'Aeroport Internacional de Kansai (a Osaka, Japó) i l'Aeroport Internacional de Hong Kong (Xina) són exemples d'això. Les illes Palm, illes World i l'hotel Burj Al Arab, enfront de Dubai en els Emirats Àrabs Units, són altres exemples d'illes artificials.

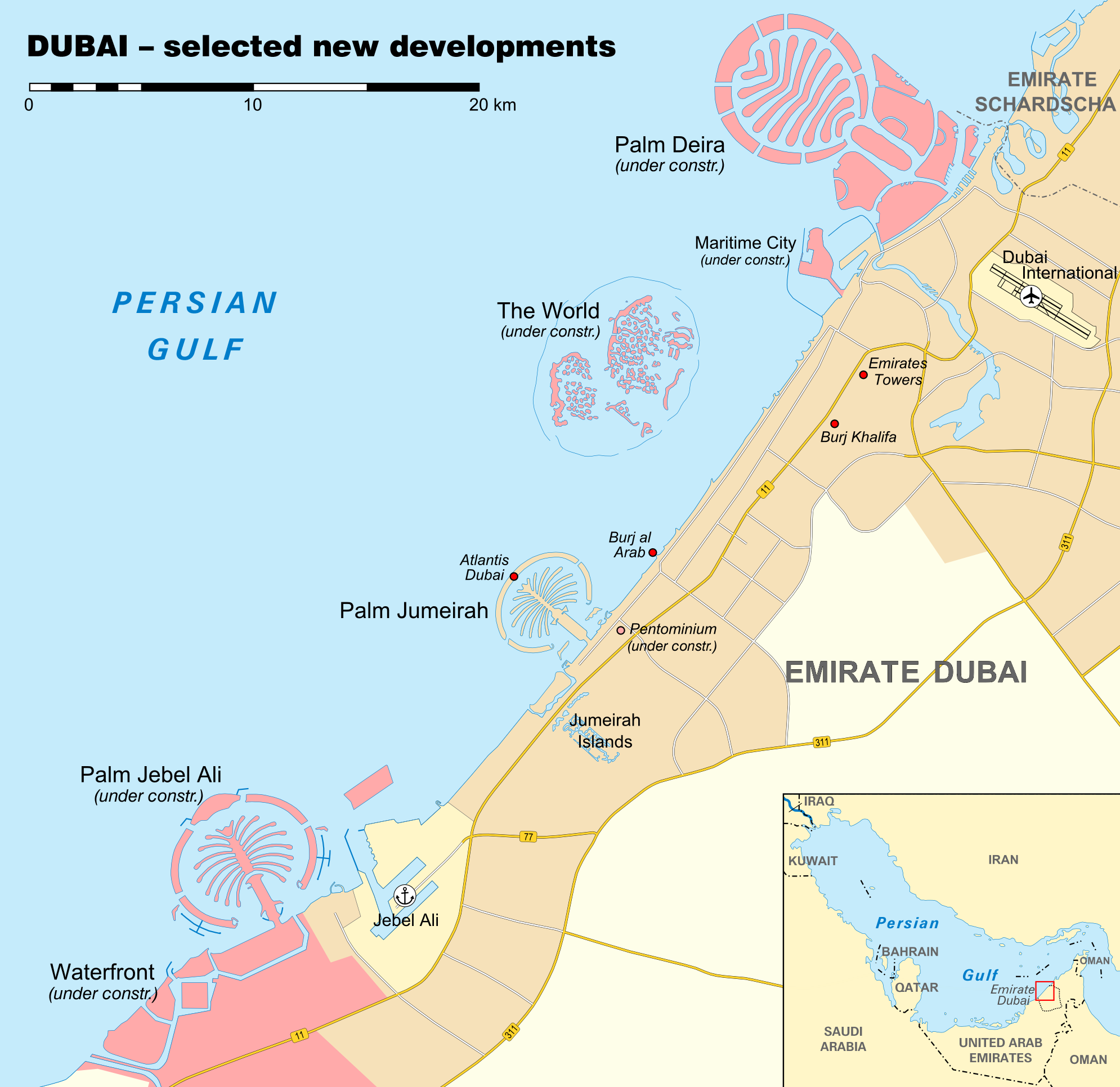
En els últims anys, l'emirat de Dubai ha desenvolupat diversos projectes per guanyar terres al mar, i construir illes artificials mostrades en el mapa en color rosa.

## Restauració de platges
La restauració de platges és el procés de reparació de les platges amb materials com a sorra o fang de l'interior. S'utilitza per reconstruir les platges que sofreixen de falta de sorra per ús inadequat o per l'erosió de la deriva, tractant de conservar l'aspecte natural de la platja. Encara que no és una solució duradora, és barata en comparació d'altres tipus de defenses costaneres. Un exemple d'això és la ciutat de Bombai.

## Impacte ambiental
El drenatge d'aiguamolls pel conreu, per exemple, és una forma de destrucció de l'hàbitat. En algunes parts del món, els nous projectes de regeneració estan restringits o no es poden realitzar, a causa de la protecció del medi ambient mitjançant lleis.

### La legislació ambiental
Els legisladors d'Hong Kong van aprovar la protecció del port Victoria mitjançant una Ordenança en 1996 en un esforç per salvaguardar l'amenaça cada vegada més directa del guany de terres al mar.

### Guanys de terra al mar

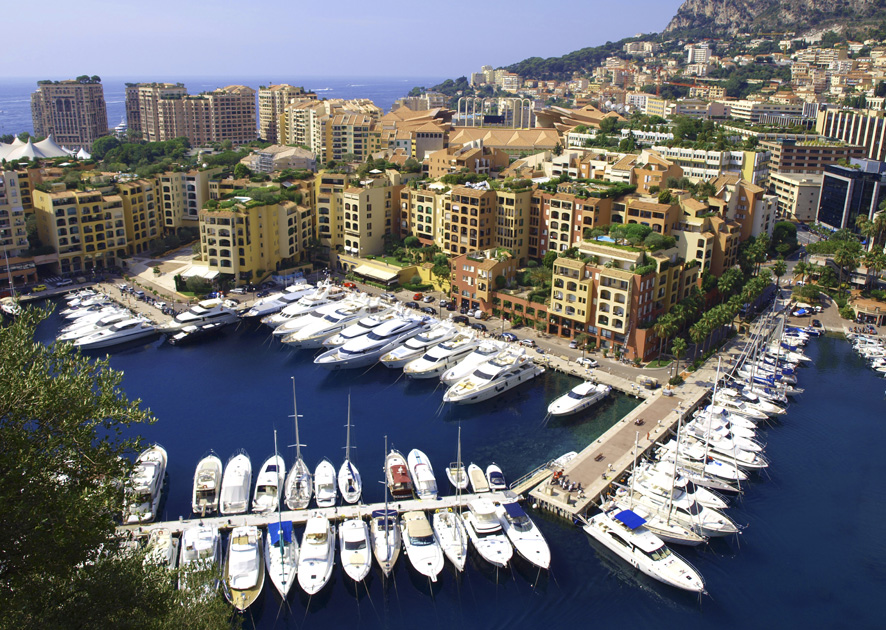
Fontvieille (Mònaco) va ser construït totalment en terres guanyades al mar.

- Països Baixos - al voltant d'una cinquena part de la superfície del país, prop de 7.000 km².

- Corea del Sud - fins a 2006, el 38 per cent o 1.550 km² d'aiguamolls costaners van ser regenerats.

- Singapur - 20% de la grandària original o 135 km² fins a 2003, els plans són 99 km² o més.

- Hong Kong - El pla de recuperació de Praya es va iniciar a finals de 1860 i va consistir en dues etapes per a un total de 50 a 60 acres. Aquesta xifra subestima la importància dels llocs regenerats: Hong Kong Disneyland, l'Aeroport Internacional de Hong Kong, i el seu predecessor, l'aeroport de Kai Tak, van ser construïts en terra recuperada. A més, gran part de la recuperació ha tingut lloc en ubicacions de la costa a banda i banda del Port Victoria.

A més, a mesura que la ciutat s'expandeix, les noves ciutats en diferents dècades van ser en la seva majoria construïda en terres guanyades, com Tuen Mun, Tai Po, Shatin - El Ma Shan, West Kowloon, Kwun Tong i Tseung Kwan O.
- Macau - 170% de la grandària original o 17 km²

- Badia de Tòquio, Japó - 249 km²

- Kōbe, Japó - 23 km² (1995).

- Bahrain - 76,3% de la grandària original de 410 km² (1931-2007).

- Nova Zelanda - àrees significatives de terra que consisteixen en diversos centenars d'hectàrees han estat recuperades al llarg de Harbourfront de Wellington i Dunedin. A Dunedin - que en els seus primers dies va ser sobrenomenat "Mudedin" - al voltant de 2,5 km², incloent gran part del centre de la ciutat i els suburbis de Dunedin Nord, Sud i Dunedin Andersons Bay van ser guanyades a l'Otago Harbour, i una àrea similar en el suburbi de St Clair i St Kilda són pantans regenerats.

Mapa que mostra les terres guanyades al mar a Gibraltar a la Badia d'Algesires fins al 2010

- Mònaco: El districte o barri de Fontvieille, de 32,41 hectàrees (0,3241 km²), va ser construït en terres guanyades al mar per fer espai per a residències a causa del limitat territori del país. Existeix un altre projecte anomenat Le Portier per guanyar 27,50 hectàrees addicionals.

- Gibraltar: el territori britànic de Gibraltar també ha guanyat terres al mar, la qual cosa ha generat protestes d'Espanya que no reconeix potestat marítima alguna cap a aquesta colònia.

- Bermudes: la Illa Saint David una de les quals formen el Territori Britànic d'Ultramar de Bermudes es va expandir artificialment passant de 2,04 km² a 2,60 km² amb la finalitat de fer espai per a una base militar.

- Maldives: ha expandit diverses illes i creat altres noves en atols per ser habitades, com és el cas de l'illa artificial de Hulhumalé[10] de 2,00 km².

- Valparaíso: gran part del Pla del port xilè són territoris guanyats al mar, incloent els terrenys on se situa la Plaza Sotomayor.
- Indonèsia: La ciutat de Jakarta, pel creixement demogràfic i urbà, ha tingut la necessitat d'estendre's, més del seu límit.

| País          | Terra guanyada (km²) | Nota                                 |
| ------------- | -------------------- | ------------------------------------ |
| Xina          | 13.500+ km²          |                                      |
| Països Baixos | 7.000 km²            | Flevoland, de Beemster, Afsluitdijk  |
| Corea del Sud | 1.550 km²            |                                      |
| Estats Units  | 1.000+ km²           |                                      |
| Japó          | 500+ km²             |                                      |
| UAE           | 470 km²              |                                      |
| Bahrain       | 410 km²              |                                      |
| Singapur      | 135 km²              |                                      |
| Bangladesh    | 110 km²              |                                      |
| Hong Kong     | 67 km²               |                                      |
| Qatar         | 35 km²               |                                      |
| Macau         | 17 km²               |                                      |
| Filipines     | 9,26 km²             |                                      |
| Nova Zelanda  | 3,3 km²              | Wellington Harbour                   |
| Sri Lanka     | 2,33 km²             | Colombo International Financial City |
| Sud-àfrica    | 1,94 km²             | Cape Town Foreshore                  |
| Maldives      | 0,62 km²             | [ 13 ]                               |
| Mònaco        | 0,41 km²             |                                      |